# Parc Saint-Pierre
Het Parc Saint-Pierre is een park in de Franse stad Calais.
Dit park werd geopend in 1863 en draagt de naam van de vroegere gemeente Saint-Pierre-lès-Calais, die later bij Calais werd gevoegd.
Bij de ingang bevindt zich een monument voor de gevallenen van 1904, ontworpen door Edouard Maugendre Villers met het doel om d’élever un monument à la mémoire des enfants du canton de Calais, tombés sur les champs de bataille en défendant le drapeau français (een monument op de richten voor de kinderen van het kanton van Calais, die vielen op het slagveld terwijl zij de Franse vlag verdedigden).
Van 1863 is de Fontein der drie gratiën, een bronzen fontein ontworpen door Germain Pilon, ter gelegenheid van de komst van het water van uînes in Calais.
Verder is er een beeld van Mougin getiteld le crépuscule (de schemering), uit 1954. In het park bevindt zich de bunker met het Musée Mémoire en er is een gebouw van de aquariumvereniging.